# Carl Fredrik Fredenheim
Carl Fredrik Fredenheim, före adlandet 1769 Mennander, född 4 mars 1748 i Åbo, död 6 mars 1803 i Stockholm, var en svensk ämbetsman.

## Tidiga år

### Bakgrund
Carl Fredrik Mennander var son till biskopen i Åbo, sedermera ärkebiskopen i Uppsala Carl Fredrik Mennander och Johanna Magdalena Hassel, dotter till professorn i Åbo Henrik Hassel och Catharina Meurman, av samma släkt som Mannerstedt. Modern avled innan han hunnit fylla ett år, och han uppfostrades därför hos sina morföräldrar på Bussila säteri utanför Åbo.

### Utbildning
Fredenheim började studera 1754 i Åbo, men flyttade 1761 till Uppsala och fortsatte studierna där. Efter något år anställdes han vid Justitierevisionsexpeditionen, blev 1765 auskultant vid Åbo hovrätt och 1767 amanuens vid Lagkommissionen.

## Karriär
Fredenheim var efter avslutad utbildning verksam som kopist vid Riksarkivet och Kanslikollegium.
År 1769 adlades han för sin far biskopens förtjänster och introducerades 1772 på namnet Fredenheim och nummer 1980. Han anställdes därefter vid Kanslirätten och Utrikesexpeditionen. Fredenheim blev 1780 ceremonimästare vid hovet och kansliråd 1792.
Fredenheim invaldes som ledamot 152 av Kungliga Musikaliska Akademien den 31 december 1794 och var dess preses 1798–1799. Den 30 juli 1795 blev han hedersledamot av Kungliga Vitterhets Historie och Antikvitets Akademien, ledamot där 1793–1795 med nr 28. Han var cembalist och medlem av Utile Dulci.
År 1795 valdes han till överintendent för Kongl. Målar- och bildhuggareakademien (Konstakademien). Fredenheim har betydelse för nordisk historieforskning eftersom han anskaffade cirka 300 avskrifter av påvliga bullor rörande Sverige och Finland 1782.

## Familj
Carl Fredrik Fredenheim var gift med Christina Fredenheim, född Hebbe, som var dotter till skeppsredaren och godsägaren Simon Bernhard Hebbe och Maria Ulrika von Bippen. Äldste sonen Gustaf Carl Henrik Fredenheim var överstelöjtnant och morfar till statsminister Erik Gustaf Boström. Yngste sonen Berndt Henric Fredenheim var museiintendent.